# 水野一夫
水野 一夫（みずの かずお、1900年4月11日 - 1994年8月28日）は、日本の経営者。宇部興産（現・UBE）社長、会長を務めた。山口県防府市出身。

## 経歴
1938年に東京帝国大学法学部を卒業。
1942年に宇部興産（現・UBE）取締役に就任し、取締役、総務部長、常務、専務を経て、1961年11月に副社長に就任し、1977年12月から1983年6月までに社長を務め、1983年6月から取締役相談役を務めた。
経団連常任理事なども歴任した。
1966年に藍綬褒章を受章し、1972年に勲三等旭日中綬章を受章し、1980年に勲二等旭日重光章を受章した。
1994年8月28日、心不全のために死去。94歳没。